# ژرژ انزلو
ژُرژ اُنزلو (به فرانسوی: George Onslow) ‏ (۲۷ ژوئیه ۱۷۸۴ - ۳ اکتبر ۱۸۵۳) آهنگساز فرانسوی-انگلیسی و نوهٔ ژُرژ (یکمین کنت آنزلو) بود که در طول زندگی خود ۳ اپرا، چند سمفونی و سونات و ۳۶ کوارتت زهی ساخت.
وضعیت ژُرژ اُنزلو در تاریخ موسیقی منحصر به فرد است؛ وی در طول عمر خود فردی شناخته شده در جهان بود، اما نام او بعدها به فراموشی سپرده شد.

## زندگی
ژُرژ اُنزلو در کلرمون فران از پدری انگلیسی (ادوارد آنزلو) و مادر فرانسوی به دنیا آمد و تمام عمر خود را در فرانسه زندگی کرد. او در جوانی، زمانی که در لندن اقامت داشت پیانو را نزد یوهان باتیست کرامر فراگرفت. تنها آموزگار او در آهنگسازی آنتونین رایشا در پاریس بین سال‌های ۱۸۰۷ تا ۱۸۰۸ میلادی بود. ژُرژ در کلرمون فران درگذشت.

## آثار

### سالن و تالار
- ۳۶ کوارتت زهی
- ۳۴ کوئینتت زهی
- ۱۰ تریو پیانو
- ۳ کوئینتت پیانو

### ارکستر
- سمفونی شماره ۱ در لا ماژور
- سمفونی شماره ۲ در ر مینور
- سمفونی شماره ۳ در فا مینور
- سمفونی شماره ۴ در سل ماژور

### اپرا
- دو عمه، ۱۸۰۶
- آلکال د لا وگا (شعر درام)، ۱۰ اوت ۱۸۲۴
- دستفروش
- پلانا، ۱۸۲۷
- پوشش (شعر درام)